# Södermanlands runinskrifter 62
Södermanlands runinskrifter 62 är en vikingatida runsten vid Hässle vid nordligaste delen av sjön Långhalsen i Lerbo socken och Katrineholms kommun i Södermanland. Den är av rödaktig granit och tre meter hög, en meter bred vid basen, och avsmalnande upptill, och fem till femton centimeter tjock. Runhöjden är 8-10 cm.

## Inskriften
Translitterering av runraden:
kuni : rasti stan : þansi : a ragna : sun san : kuþan : i uak : uaþ : taþR uastr
Normalisering till runsvenska:
Gunni ræisti stæin þannsi at Ragna, sun sinn goðan, i veg varð dauðr vestr.
Översättning till nusvenska:
Gunne reste denna sten över Ragne sin son, som blev död västerut.